# Semi-groenblijvend
Semi-groenblijvend of semi-bladverliezend is een botanische term die verwijst naar planten die hun bladeren slechts voor een zeer korte periode verliezen. Vaak begint de nieuwe bladgroei al terwijl de oude bladeren nog vallen. Het is dus een term die tussen groenblijvend en bladverliezend in ligt.
Het verschijnsel treedt met name op bij tropische en subtropische houtachtige soorten. Het is vaak een aanpassingsvorm van xerofyte planten. Sommige semi-groenblijvende planten verliezen normaal slechts een deel van hun bladeren in de herfst/winter of tijdens het droge seizoen, maar kunnen al hun bladeren verliezen in een bijzonder koude herfst/winter of ernstig droog seizoen.
Voorbeelden van semi-groenblijvende planten zijn Mimosa bimucronata en Quercus × hispanica 'Lucombeana', een natuurlijke hybride van de eik. Semi-groenblijvende planten komen veel voor in de verschillende delen van het Atlantisch Woud in Brazilië. Op het Isla Cabritos in het Enriquillomeer in de Dominicaanse Republiek komt het enige semi-groenblijvende bos onder het zeeniveau in de Amerika's voor.